# Icke förnybar resurs

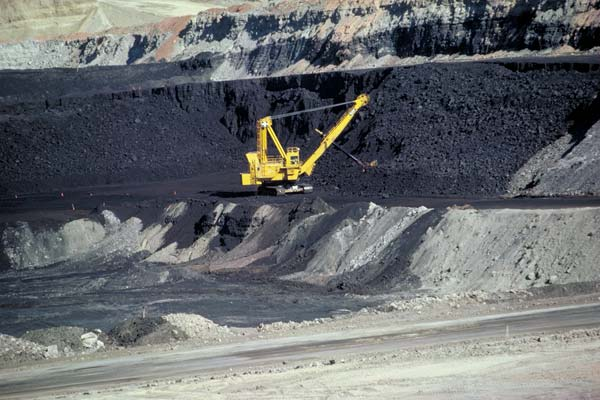
Kolgruva i Wyoming, USA.

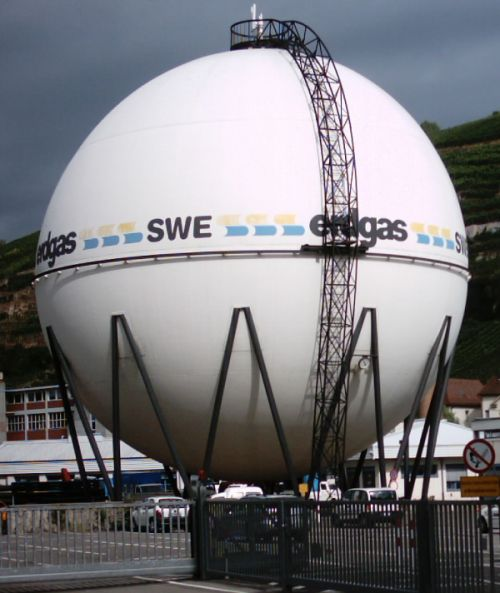
En cistern för naturgas

Icke-förnybara resurser är resurser med ekonomiskt värde som inte förnyas, eller som förnyas så långsamt att de riskerar att ta slut.   
Mineraler, fossila bränslen (kol, petroleum och naturgas), kärnbränsle samt grundvatten i vissa akvifer anses alla vara icke-förnybara resurser. 
Motsatsen till icke-förnybara resurser är förnybara resurser, som hela tiden fylls på och som därför inte kommer att ta slut inom en överskådlig framtid. Till exempel sol, vind och timmer (när det skördas hållbart).

## Mineraler och bergarter
Mineraler och bergarter är icke-förnybara resurser, som förekommer i stora mängder i jordskorpan och som bildats genom processer som vanligtvis tar tiotusentals till miljoner år. När ett mineral, ur ekonomisk synvinkel, anses vara värt att brytas för framställning av metall, kallas den för malm.

## Icke-förnybara energikällor
Icke-förnybara energikällor kallas också kapitalenergi, eller oförnybara energikällor.  

### Fossila bränslen
Fossila bränslen, det vill säga kol, råolja och naturgas, består av organiskt material som under miljoner år ombildats och lagrats i berggrunden. Fossila bränslen är lätta att utvinna, billiga att använda och har hög energitäthet, vilket innebär att de ger stora mängder energi när de bränns. I dag är fossila bränslen den dominerande energikällan på jorden. En följd av det är att fossila bränslen bidrar starkt till den globala uppvärmningen.

### Kärnbränsle
I kärnkraftverk utvinns kärnenergi ur uran genom fission (klyvning) av tunga atomkärnor. 2019 levererar cirka 450 reaktorer runt 11 procent av världens el, eller cirka 5 procent av världens totala energikonsumtion (TPES).